# Yongning, Yinchuan
Yongning är ett härad som lyder under Yinchuans stad på prefekturnivå i den autonoma regionen Ningxia i nordvästra Kina.